# Kloster St. Matthias (Zellerfeld)
Das Kloster St. Matthias war eine Benediktinerabtei im heutigen Stadtteil Zellerfeld im Oberharz. Das Kloster wurde um 1200 gegründet und wurde 1431 wieder aufgelöst. Wegen seiner Lage im damaligen Cella (früherer Name für Zellerfeld) wurde das Kloster umgangssprachlich auch Kloster Cella genannt.

## Geschichte
Das genaue Datum der Klostergründung ist nicht überliefert, man schätzt aber, dass diese um 1200 durch Mönche des Domstiftes zu Goslar (Kaiserstift Simon und Judae) erfolgte. Das Kloster wurde an der sogenannten alten Harzstraße gegründet, die von Goslar über den Harz nach Osterode führte und die auch als Pilgerpfad zwischen Norddeutschland und Rom genutzt wurde. Es lag auf dem Gebiet des heutigen Zellerfeld, ungefähr an der Stelle, an der später eine Volksschule stand. Die erste Erwähnung des Klosters stammt aus dem Jahre 1208, in dieser wird als Vorsteher der Abt Alexander genannt und seine Ernennung durch den Erzbischof von Mainz bestätigt. Papst Honorius III. stellte das Kloster 1223 unter seinen Schutz.
Frühere Erwähnungen des Klosters lauteten Monasterium sancti Mathie apostoli ordinis sancti Benedicti Maguntine diocesis (1249), sente Mathiese to der Tzelle (1271), de Cella, in Cellis und in Cella in monte Hartonis (um 1300). Der Name Cella leitet sich übrigens nicht aus der lateinischen Bezeichnung „cella“ für die Außenstelle eines Klosters her, sondern aus dem Namen Tzelle für den Zellbach, der wiederum seinen Ursprung in dem germanischen Wort kellu (sumpfiges Wasser) hat.
Das Kloster lag auf dem Gebiet des Reichsforstes im Oberharz, das 1235 in den Besitz des Herzogtums Braunschweig-Lüneburg überging. Es gehörte zur Kirchenprovinz Mainz und dort zum Archidiakonat Nörten. Schutzheiliger war der Apostel Matthias.
Kirchlich gehörte das Kloster zwar zum Erzbistum Mainz, für die Wahl des Abtes und die wirtschaftliche Sicherstellung war jedoch das Domstift zu Goslar zuständig, das zum Diözese Hildesheim gehörte. Die Goslarer konnten auch über die Einkünfte des Klosters verfügen. Für die Bestätigung des gewählten Abtes und dessen Amtseinführung hingegen war der Erzbischof von Mainz zuständig. Diese Doppelzugehörigkeit hatte mehrfach zu Streitigkeiten über Zuständigkeiten geführt. Auch versuchte die wirtschaftlich starke Stadt Zellerfeld, auf die Wahl des Abtes Einfluss zunehmen und machte 1239 und 1245 dem Domstift zu Goslar die Wahl des Abtes streitig. In dieser Forderung wurden die Bürger auch durch den Mainzer Erzbischof unterstützt, beide Male wurde die Forderung der Zellerfelder aber abgewiesen.
Der Besitz des Klosters erstreckte sich laut einer Beschreibung aus dem Jahre 1301 im Norden bis Erbprinzentanne, im Westen bis kurz vor Wildemann, im Süden bis Buntenbock und im Osten bis zu den Pfauenteichen östlich von Clausthal. Eine genaue Aufzählung der Einkünfte des Klosters ist nicht überliefert, die Mönche rodeten aber Teile des umliegenden Waldes und betrieben auf den so gewonnenen Flächen Weidewirtschaft. Auch wird angenommen, dass sie versucht hatten, Ackerbau zu betreiben.
Das Kloster entwickelte sich zu einem angesehenen Institution der Kirche und wurde vom Papst häufiger mit besonderen Aufgaben betraut. So war es z. B. mit der Schlichtung von Streitigkeiten zwischen Bischöfen betraut. Das Kloster erhielt auch das Recht, die Insignien eines Bischofshutes und -stabes zu benutzen, weiter erhielt es die Auszeichnung, mit rotem statt normalem grünen Wachs zu siegeln – eine besondere vom Kaiser verliehene Gnade.
Mit dem Erlöschen der mittelalterlichen Periode des Harzer Bergbaus um 1350 ging auch die Bedeutung des Klosters zurück und es wurde von den Mönchen verlassen. In einer Urkunde vom 3. Mai 1431 verfügte Papst Eugen IV. die Aufhebung des Klosters, die noch verbliebenen Besitztümer wurden dem Domstift zu Goslar zugesprochen. Da sich daraufhin weder die Klosterbrüder noch der letzte Abt des Klosters, Abt Hermann Schünemann, meldeten, wurde am 10. Juli 1432 durch das Gericht die Aufhebung am Tor des Klosters angeschlagen.
In der Folgezeit wurde das Kloster mehrfach von Räuberbanden geplündert und verfiel. Auf den Ruinen des Klosters wurde 1538 die erste Zellerfelder Kirche erbaut. Diese wurde 1563 durch einen größeren Bau ersetzt, der 1672 dem großen Brand zum Opfer fiel und als deren Nachfolger 1675 bis 1683 die noch heute bestehende St.-Salvatoris-Kirche errichtet wurde. Zur Erinnerung an das Matthiaskloster wurde in der 1961 neu erbauten katholischen St.-Nikolaus-Kirche in Clausthal eine Darstellung des Apostels Matthias angebracht.